# Géza Pálffy

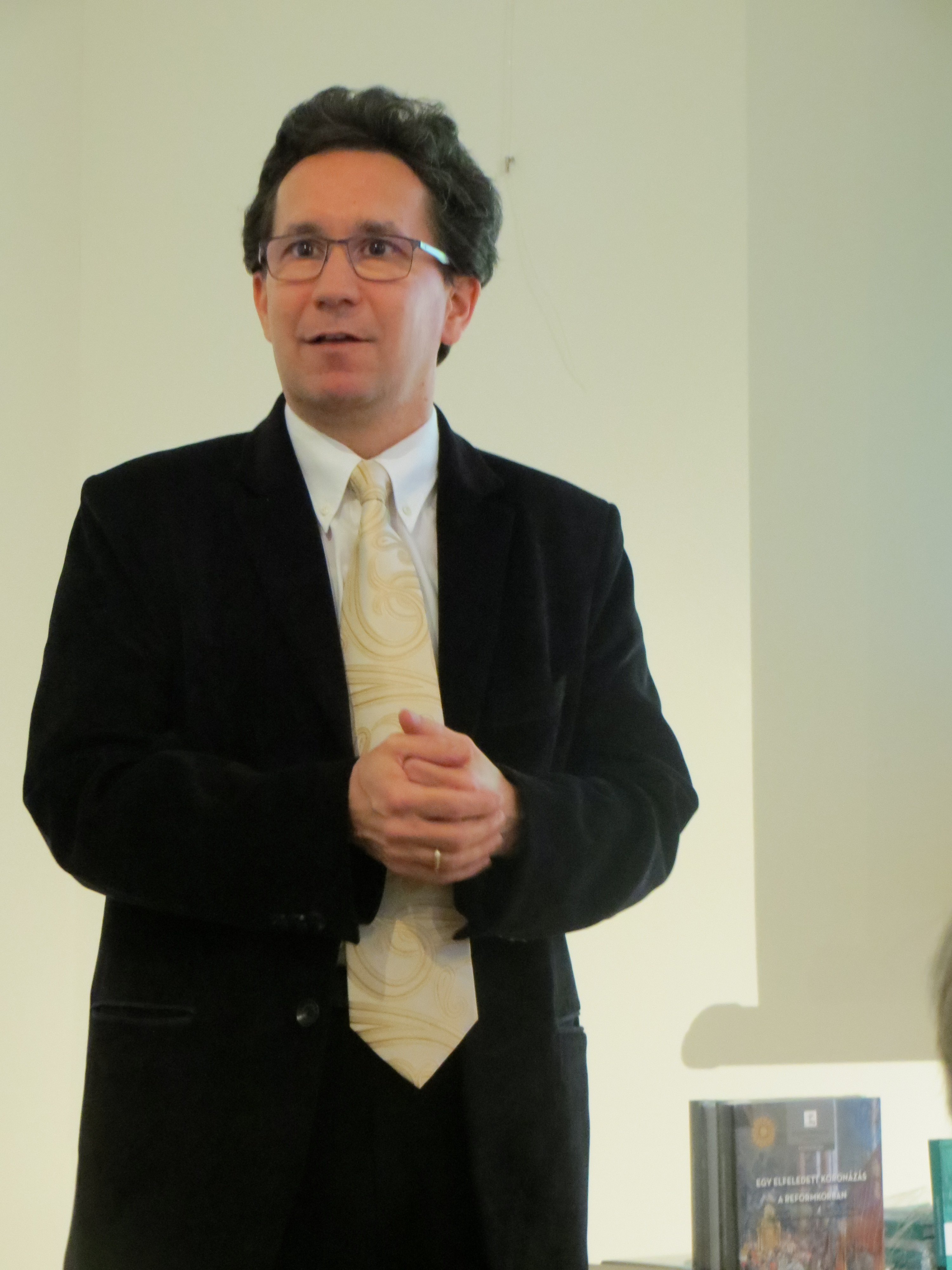
Géza Pálffy (2018)

Géza Pálffy [ˈge:zɒ ˈpa:lfi] (* 9. Februar 1971 in Veszprém, Ungarn) ist ein ungarischer Historiker.

## Leben und Wirken
Géza Pálffy studierte  an der Eötvös-Loránd-Universität in Budapest und erlangte den Abschluss als M.A. in den Fächern Geschichte (1994) und Archivwissenschaft (1995). 1994 wurde er Wissenschaftlicher Mitarbeiter am Institut für Geschichte der Ungarischen Akademie der Wissenschaften. Ab 1994 lehrt er an der Eötvös-Loránd-Universität und außerdem an der Universität Miskolc (1995–1997) und an der Janus Pannonius Universität Pécs (1997–2000). 1999 wurde er an der Eötvös-Loránd-Universität mit der Arbeit Katonai igazságszolgáltatás Magyarországon a XVI–XVII. században (Militärjustiz in Ungarn im 16. und 17. Jahrhundert) promoviert. 1999 bis 2000 war er stellvertretender Generalsekretär der Ungarischen Historischen Gesellschaft (Magyar Történelmi Társulat) und von 2003 bis 2009 wissenschaftlicher Berater am Institut für Habsburger Geschichte (Habsburg Történeti Intézet) in Budapest.
2010 erlangte er am Institut für Geschichte der Ungarischen Akademie der Wissenschaften mit der Arbeit A Magyar Királyság és a Habsburg Monarchia a 16. században (Das Königreich Ungarn und die Habsburgermonarchie im 16. Jahrhundert) den Grad Doktor der Wissenschaften (Habilitation). Seit 2011 ist er dort Forschungsprofessor und seit 2012 Leiter einer Forschungsgruppe, die die Geschichte der Stephanskrone und der ungarischen Herrscherkrönungen von 1526 bis 1916 untersucht.
Géza Pálffy forscht vor allem zur Frühen Neuzeit Ungarns und Kroatiens und zur Habsburgermonarchie.

## Schriften
Géza Pálffy veröffentlichte über 400 Arbeiten (Stand 2019), die in Ungarisch, Deutsch, Englisch, Französisch, Italienisch, Kroatisch, Rumänisch, Russisch, Slowakisch, Tschechisch und Türkisch erschienen sind oder übersetzt wurden, unter anderem:
- Katonai igazságszolgáltatás a királyi Magyarországon a XVI–XVII. században. Megye Győri Levéltára, Győr 1995, ISBN 963-7228-02-0.
- Ausgewählte Dokumente zur Migration der burgenländischen Kroaten im 16. Jahrhundert. Aus dem Ungarischen von Iva Krtalić-Muisan und Thomas Schneider. Kroatisches Kultur- und Dokumentationszentrum, Eisenstadt 1999, ISBN 3-85374-321-8.
- Der Wiener Hof und die ungarischen Stände im 16. Jahrhundert. In: Mitteilungen des Instituts für Österreichische Geschichtsforschung. 109, 2001, S. 346–381 (online, PDF; 1,5 MB).
- Medien der Integration des ungarischen Adels in Wien im 16. und 17. Jahrhundert. In: Collegium Hungaricum-Studien. 1, 2002, S. 67–98 (online).
- Kriegswirtschaftliche Beziehungen zwischen der Habsburgermonarchie und der ungarischen Grenze gegen die Osmanen in der zweiten Hälfte des 16. Jahrhunderts. Unter besonderer Berücksichtigung des königlichen Zeughauses in Kaschau. In: Ungarn-Jahrbuch. 27, 2004, S. 17–40 (online, PDF; 191,7 kB).
- Die Türkenabwehr der Habsburgermonarchie in Ungarn und Kroatien im 16. Jahrhundert: Verteidigungskonzeption, Grenzfestungssystem, Militärkartographie. In: Harald Heppner, Zsuzsa Barbarics-Hermanik (Hrsg.): Türkenangst und Festungsbau. Wirklichkeit und Mythos. Lang, Frankfurt am Main u. a. 2009, ISBN 978-3-631-59303-5, S. 79–108 (Rezension auf ffzg.unizg.hr).
- A három részre szakadt ország 1526–1606 (= Magyarország története. Teil 9.). Kossuth, Budapest 2009, ISBN 978-963-09-5687-1.
- Romlás és megújulás 1606–1703 (= Magyarország története. Teil 10). Kossuth, Budapest 2009, ISBN 978-963-09-5688-8.

- Kroatisch: Povijest Maarske. Ugarska na granici dvaju imperija (1526–1711). Meridijani, Samobor 2010, ISBN 978-953-239-124-4.

- A Magyar Királyság és a Habsburg Monarchia a 16. században. História, Budapest 2010, ISBN 978-963-9627-31-4.
- Die Anfänge der Militärkartographie in der Habsburgermonarchie. Die regelmäßige kartographische Tätigkeit der Burgbaumeisterfamilie Angielini an den kroatisch-slawonischen und den ungarischen Grenzen in den Jahren 1560–1570. (A haditérképészet kezdetei a Habsburg Monarchiában az Angielini várépítész-família rendszeres térképészeti tevékenysége a horvátszlavón és a magyarországi határvidéken az 1560–1570-es években.) Deutsch und Ungarisch. Archívum, Budapest 2011, ISBN 978-963-631-210-7 (Rezension auf sehepunkte.de).
- mit Enikő Buzási: Augsburg – Wien – München – Innsbruck. Die frühesten Darstellungen der Stephanskrone und die Entstehung der Exemplare des Ehrenspiegels des Hauses Österreich. Gelehrten- und Künstlerbeziehungen in Mitteleuropa in der zweiten Hälfte des 16. Jahrhunderts. Institut für Geschichte des Forschungszentrums für Humanwissenschaften der Ungarischen Akademie der Wissenschaften, Budapest 2015, ISBN 978-963-416-008-3.
- Die Krönungsfahnen in der Esterházy Schatzkammer auf Burg Forchtenstein (= Mitteilungen aus der Sammlung Privatstiftung Esterhazy. 10). Esterhazy Privatstiftung, Eisenstadt 2018, ISBN 978-3-9504287-9-7.
- mit Ferenc Gábor Soltész, Csaba Tóth: Coronatio Hungarica in Nummis. Medals and Jetons from Hungarian Royal Coronations (1508–1916). Ungarisches Nationalmuseum, Budapest 2019, ISBN 978-963-416-166-0.
- (Hrsg.): A Szent Korona hazatér a magyar korona tizenegy külföldi útja (1205–1978). 2. Auflage. Institut für Geschichte der Geisteswissenschaften der Ungarischen Akademie der Wissenschaften, Budapest 2019, ISBN 978-963-416-139-4.